# 日本共産党（ボルシェビキ）
日本共産党（ボルシェビキ） （にほんきょうさんとう・ボルシェビキ）は日本の左翼党派。1980年に「日本共産党（行動派）」から分裂して結成された。機関紙は『前線』。
1980年代「日本共産党（行動派）」と同様に、マルクス・エンゲルス・レーニン・スターリン・毛沢東の伝統を受け継ぐと称し、市川正一・渡辺政之輔・徳田球一を「日本共産党の三賢人」としている。
2020年現在、公式サイトなどは確認されておらず、活動実態については不明である。